# Dobit prije kamata, poreza i amortizacije
Dobit prije kamata, poreza i amortizacije ili EBITDA (engl. Earnings Before Interest Tax Depreciation and Amortization) je jedan od pokazatelja poslovne uspješnosti tvrtke s naglaskom na likvidnost, koji uzima u obzir amortizaciju kao nenovčani trošak. Naime, amortizacija je isključivo računovodstveni zahvat (knjiženje) i nema nikakvog učinka na novčane tokove poduzeća. Zbog toga se amortizacija kod izračunavanja EBITDA dodaje nazad dobiti iz poslovanja (dobit prije kamata i poreza, EBIT). Uz amortizaciju, EBITDA isto tako isključuje učinke financiranja, izvanrednih poslovnih događaja te drugih mogućih nenovčanih računovodstvenih knjiženja. Dakle, EBITDA se definira kao zbroj operativne dobiti i amortizacije. Na taj način nam EBITDA pokazuje čistu ("golu") uspješnost poslovanja i služi kao dobar približak novčanom toku od poslovnih aktivnosti. Uz to, EBITDA je dobar indikator profitabilnosti, posebno u odnosu na relativno uspoređivanje s drugim tvrtkama u istoj djelatnosti. EBITDA se u velikoj mjeri koristi kao osnova za kreditnu analizu (ocjena sposobnosti tvrtke da redovno ispunjava svoje financijske obaveze).

Dakle, uobičajeno se u praksi izračunava ovako:
EBITDA = OPERATIVNA DOBIT + AMORTIZACIJA, gdje je
OPERATIVNA DOBIT = POSLOVNI PRIHODI – POSLOVNI RASHODI, tj.
EBITDA = (POSLOVNI PRIHODI – POSLOVNI RASHODI) + AMORTIZACIJA, 
Odnosno:
EBITDA = dobit prije kamata i poreza (EBIT)+ amortizacija

U praksi je zapravo više načina i metodologija za izračunavanje EBITDA. To nije podatak, kojeg propisuju računovodstveni standardi, zato poduzeća i analitičari kod izračunavanja EBITDA uključuju različite računovodstvene stavke. To uglavnom ovisi o osobnim sklonostima analitičara koji izvodi analizu odnosno tvrtke koja izvještava.
Npr. neki poznavatelji kod izračunavanja EBITDA uzimaju u obzir ukupnu vrijednost otpisa, jer i ti su samo knjigovodstveni zahvat. Kod takvog primjera, formula za izračun EBITDA glasi:
EBITDA = dobit prije kamata i poreza (EBIT) + otpisi vrijednosti

Bez obzira na metodu izračunavanja, rezultati mora biti smisleni, dosljedni te moraju omogućiti usporedivost tvrtki između sebe. Temeljni zadatak analitičara je prilagoditi EBITDA na način koji jamči usporedivost među tvrtkama.
Važno je napomenuti da, iako se često navodi u bilancama, EBITDA nije dio opće prihvaćenih računovodstvenih načela (engl. GAAP).
Međutim, EBITDA postaje izuzetno koristan pokazatelj kada se kombinira s nekim drugim stavkama iz financijskih izvještaja, kao npr. EBITDA marža ili neto dug / EBITDA.
Ujedno je EBITDA naširoko korištena kategorija kod procjena vrijednosti tvrtki gdje se vrlo često koristi omjer EV / EBITDA.
Treba istaknuti da EBITDA nije savršena mjera za procjenu novčanog toka. EBITDA ne mjeri novčani tok kao što mjeri profitabilnost, iako se u praksi često koristi. EBITDA samo približak (aproksimacija) novčanog toka od poslovnih aktivnosti. Naime, potrebno je EBITDA korigirati za promjene koje nastaju u radnom kapitalu kako bi se odredio operativni novčani tok. Ono što je pak potpuno pogrešno je koristiti EBITDA kao ključni pokazatelj kod investicijskih odluka, jer je ipak ključno procijeniti budući novčani tok.

## EBITDA marža
Jedan od načina da se dobije realnija slika dobiti je izračun EBITDA marže. Da bi se utvrdila EBITDA marža, tvrtka mora najprije izračunati EBITDA i zatim podijeliti taj broj s ukupnim prihodom.
EBITDA marža = EBITDA ÷ ukupni prihod
Ovaj rezultat pomaže pokazati koliko troškovi poslovanja smanjuju profit tvrtke. Na kraju, što je veća EBITDA marža, manje je rizično poduzeće s financijskog aspekta.